# Вила „Катарина”
Вила „Катарина” смештена изнад Градског парка у коме се налази и Кур Салон, једна је од најексклузивнијих у Бањи Ковиљачи. Истиче се својим положајем на брдашцету са импресивним погледом на парк.

## Архитектура
Правила академизма и еклектични приступ у примени како декоративних, тако и архитектонских елемената уочљиви су у принципима обликовања виле. Бела фасада украшена је ћириличним словима Вила Катарина, фонтом који је карактеристичан за доба арт-декоа између два рата. На тапији коју поседују садашњи власници написано је да је Вила Јовић изграђена за Трифуна Јовића и да је пројектована 1932. године у Техничком предузећу Ренесанс Драгољуба П. Вукшића из Београда.
Вила има приземље, спрат и сутерен, али делује импозантно и монументално. Утиску доприноси моћно двокрако степениште са балустрадом, које води на трем са четири стуба, надвишен балконом. Вила која је замишљена да изгледа конвенционално, постаје монументална захваљујући унутрашњем степеништу. Унутрашњост је решена тако што су око централног хола правилно пројектоване просторије као што су радне собе, салон, трпезарија. Приватни део виле је на спрату, у складу са принципима тог и садашњег доба (спаваће собе, купатила), док је сутерен намењен за помоћне просторије и није за живот.